# Junee Shire
Junee Shire är en region i Australien.   Den ligger i delstaten New South Wales, i den sydöstra delen av landet, 150 km väster om huvudstaden Canberra. Antalet invånare är 6 227.
Följande samhällen finns i Junee Shire:
- Junee
- Illabo
- Junee Reefs
- Bethungra